# 軍武宅轉生魔法世界，靠現代武器開軍隊後宮!?
《軍武宅轉生魔法世界，靠現代武器開軍隊後宮!?》是日本小說家明鏡シスイ創作的輕小說，最初是發表於小說投稿網站“成為小說家吧”的網路連載小說。小說已經結束連載，並作小修改作書籍版推出。在2015年7月号的《月刊Dragon Age》，止田卓史开始连载漫画版。

## 故事
主角在中學時對朋友見死不救，因此成為家裡蹲，在數年後遭人殺害，心想是因果相報的他，卻以嬰兒姿態重生在異世界!?
心中怀着前世（喜欢军武的“军武宅”）无法实现，想拯救他人的念头，为了守护青梅竹马的犬耳少女白雪，运用现代知识努力制作武器！创造出专属自己的军队（后宫），用那份力量拯救人们──即将成为传说的故事！

## 登場人物

### PEACEMAKER軍團
琉特・甘史密斯／前世舊名：堀田葉太
 職位:【軍團長(Legion chief)】
男主角，帶著前世的記憶轉生到劍與魔法異世界的人類。
出生後被扔在了孤兒院，被師檢驗後發現沒有魔術才能。
靠著前世作為軍武宅的記憶與魔術金屬液體，開發出模仿槍械的魔術道具。
與白雪和克莉絲在第三卷正式結婚。
與麗絲在第四卷正式結婚，並因拯救了高等精靈王國，而成為高等精靈王國史上第二位獲封「榮譽爵士」的人族（第一位是「五族勇者」中的人族勇者）。
於第七卷與白雪父母的對話中得知，他是凱斯蘭王國的亡國王子。
白雪／婚後姓名：白雪・甘史密斯
 職位:【突擊兵(Assault)】
琉特第一夫人，白狼族少女。與琉特在孤兒院裡一起長大的青梅竹馬，喜歡琉特，是一名A-級魔術師。
與琉特在第三卷正式結婚。
克莉絲・蓋特・布萊德／婚後姓名：克莉絲・甘史密斯
 職位:【狙擊兵(sniper)】
琉特第二夫人，吸血鬼少女，於第二卷登場。沒有魔術的才能，是御宅族一名。
有著「魔術師殺手」、「夜姬」和「惡夢」等各種外號。
即使在有突出眼力的吸血鬼中也是擁有相當特殊的眼睛，即便隔著衣服也能看穿骨架。
在布莱德伯爵家發生內戰時，被琉特發現了擁有狙擊才能。
在琉特充當克莉絲的僕人兼預備血袋時，發掘了克莉絲的隱性軍事宅的真實興趣，因此被琉特收為徒弟。
與琉特在第三卷正式結婚。
梅亞・多拉桂
 職位:【工程兵(Engineer)】
龍人族少女，被尊稱為「魔石姬」的魔術道具製造者，第三卷登場。
在見到琉特的「AK-47」及「S&W M10」後，極力地到處打聽琉特的消息，但在聽聞琉特已死的傳聞後，曾一度藉酒消愁而自暴自棄。之後成為琉特的第一弟子，把琉特視為神明崇拜，其程度就如同某些宗教的狂熱份子。
第九卷時幻想琉特帶著自製手鐲來向自己求婚，結果卻被得知丹下落的琉特闖進自己家時發現，自己情緒低落只是一場騙局。
麗絲・艾諾爾・美美亞／婚後姓名：麗絲・甘史密斯
 職位:【支援兵(Support)】
琉特第三夫人，高等精靈王國第二公主，第三卷末尾登場。B級魔術師，冒失娘屬性。
從失蹤的長姐留下的預言筆記中得知精靈王國將發生危機，所以尋求在預言中出現的琉特等人幫助。
與琉特在第四卷末正式結婚。
席雅
 職位:【偵查兵(Recon)】
高等精靈王國護衛隊長，麗絲的隨從，第三卷末尾登場。黑暗精靈的少女，B+級魔術師。
露娜・艾諾爾・美美亞
高等精靈王國第三公主，有著「絕對記憶」和「絕對音感」的能力。
於小說第七卷通過訓練，成為軍團的成員之一，並被琉特分配到軍團的「武器開發部門」。
蔻蔻諾／婚後姓名：蔻蔻諾・甘史密斯
 職位：【運輸兵(Transportation)】
琉特第四夫人，天神教實習巫女。身體不好，戰鬥能力極低，卻非常會駕駛載具。
邦妮・布魯菲爾德
三眼族少女，克莉絲的朋友，與繆雅和卡蓮一起支持遭到霸凌而變成家裡蹲的克莉絲。B級魔術師，在魔術學校畢業後，加入了軍團PEACEMAKER。
因為對自己的體力沒有自信，所以希望從事文書工作，但在入團測驗結束後擁有自信，希望能歸屬到步兵隊。最後由於伽爾馬顧問的懇求，因此被分發到文書工作。
繆雅・海德
拉彌亞族少女，克莉絲的朋友之一。B級魔術師，在魔術學校畢業後，加入了軍團PEACEMAKER，就任外交職務，負責對外交涉和情報的收集跟分析。
卡蓮・畢曉普
半人馬族少女，克莉絲的朋友之一。B級魔術師，在魔術學校畢業後，加入了軍團PEACEMAKER。
與喜歡童話故事的克莉絲不同，喜歡屬於英雄譚類型的故事，例如：「忠臣藏」。
家族在魔人大陸屬於最大的武器商，並擁有自己的私兵部隊，有著「與畢曉普家為敵，就等於與整個魔人大陸的武器商為敵」的狀況，可見其家族在武器方面的影響力有多大。
本人表示「PEACEMAKER的訓練方式比自己家族的訓練方法還要好」，似乎打算給家族的私兵部隊進行相同的訓練。

#### 純潔少女騎士團
璐嘉
純潔少女騎士團的前任團長，屬於獸人族中的鼬族。
相當崇拜純潔少女騎士團，對於前來支援與意圖驅逐她們的軍團相當厭惡。
琉特等人剛到時，對他們表現出明顯的敵意。
為了讓純潔少女騎士團重振雄風，而做出與組織「Noir」合作犯下案件的行為，並意圖殺光其餘騎士團的成員。
最後被琉特擊敗，但由於維持生命所需的魔力耗盡的關係而昏迷，不知何時才能恢復意識。
拉雅拉・拉菈依拉
純潔少女騎士團的副團長，屬於獸人族中的鷹族。擁有S級的魔力，但缺乏攻擊的能力。(其程度已經到了詛咒的程度)
在「魔術師殺手」事件結束後，成為新純潔少女騎士團的新任團長，並帶領騎士團的團員加入琉特所帶領的「PEACEMAKER軍團」。
伽爾馬
純潔少女騎士團的顧問。前等級V冒險者，已婚。
小說第五卷登場，曾勸艾露老師結婚。

### Noir
莎娜迪亞・尼祿・凱斯蘭
「Noir」的首腦，琉特的堂姐，凱斯蘭王國王室的遺族。在第九卷末登場，並以琉特的未婚妻自稱。
額頭上有著象徵凱斯蘭王國王室血脈的星型黑痣。
最後在魔王封印解除後，遭到菈菈背叛而受傷，儘管性命保住了，卻陷入了「生夢」狀態，甦醒時間不明。
菈菈・艾諾爾・美美亞
高等精靈王國第一公主，麗絲和露娜的姊姊。因「聖靈的加護」的關係，而擁有〈千里眼〉和〈夢見預言〉的能力。
為了取回凱斯蘭王國的王室戒指而利用歐爾，最後取回戒指後，打算利用巨人族摧毀諾爾地・波登，以消除Noir的痕跡，最後卻發現從琉特那得到的王室戒指是假貨，卻也因此發現琉特的身世。
實際上是Noir真正的首腦，並與藍斯有著不小的關係，為了得到第六魔王的魔法核而利用了隸屬Noir的所有人，在取得魔法核後馬上背叛了其他人。
諾拉
「魔術師殺手」事件時，在不清楚琉特身世的情況下與他發生戰鬥，最後被琉特擊敗，在即將遭到俘虜前被菈菈救走。
後來得知琉特的身世後，相當後悔自己當初協助璐嘉攻擊琉特，並做好了「若琉特無法原諒自己，就獻上性命」的心理準備。
朵加
災魔物。「魔術師殺手」事件時，在不清楚琉特身世的情況下與他發生戰鬥，最後被白雪擊敗，在即將遭到俘虜前被菈菈救走。
阿爾澤特
獸人種貓族少年。把琉特作為奴隸賣去魔人大陸的前冒險者之一。
被弗庫斯等人僱來綁架克莉絲的前冒險者之一，卻誤綁露娜。打算把露娜作為奴隸賣去其它大陸時被琉特等人阻止，因了解Ak47的關係一度佔上風，卻因人數過少而不敵，後來利用實驗藥物而變成怪物，打算殺死琉特等人卻再度被擊敗，最後當著琉特等人的面喝下毒藥而死。
彌夏
魔人種惡魔族少女。把琉特作為奴隸賣去其它大陸的前冒險者之一。
再次登場是在魔物大陸的一間妓院當妓女，推測是注射過量的不明藥物，導致精神崩潰而失憶，其精神年齡大幅退化，不論見了誰都只會把對方叫作「把拔」和「馬麻」，最後被不明人士砍掉頭顱而死去。
萊羅塔列／前世舊名：相馬亮一
「Noir」旗下組織的首領。殺害前世的琉特與霸凌藍斯的元兇。
個性極度自私。從不反省自己的過錯，反而把責任推到別人身上。
最後被藍斯（田中孝治）殺死，連靈魂也被一併消滅。
一

### 布萊德伯爵家
丹・蓋特・布萊德
吸血鬼，第二卷登場，克莉絲的父親。A級魔術師。被琉特尊稱為「老爺」。於第二卷末被當成奴隸賣去別的大陸，下落不明。
第九卷發現他位於魔物大陸的半魔物城市，並拒絕返回魔人大陸，最後被琉特擊敗，而說出世界的真相，卻在說出真相後，被菈菈刺傷。
得知克莉絲嫁給琉特的事情後，非但沒有反對，反而爽快的認同兩人的婚事。
榭拉絲・蓋特・布萊德
吸血鬼。第二卷登場，克莉絲的母親。曾是一名海盜獵人。B+級魔術師。是個無法讓人想像是個生過孩子的女性。
小說第二卷時，因奇奇背叛而受傷，並被丹的兄弟俘虜作為人質，卻因家族背景過於強力而並未受到糟糕的待遇。
最後於小說第三卷時，被琉特、白雪和克莉絲等人救出。
克莉絲・蓋特・布萊德
丹和榭拉絲的獨生女。
參照PEACEMAKER軍團。
瑪利
布萊德伯爵家的執事長，魔人種羊人族老人，男性。
起初因琉特身為男性，而且可能會讓克莉絲的家裡蹲情形更嚴重，因此反對他留在布萊德家，但看到因為他的關係，使得克莉絲漸漸打開心房，最後選擇同意讓琉特留在布萊德家，並讓他擔任克莉絲的專屬執事。
奇奇
布萊德伯爵家的警衛隊長，獸人種狼族男子。山賊首領之子，未婚。
因山賊父母和山賊同伴被丹誤殺而怨恨丹，由於當時年紀小，並因擁有魔術師的天賦而免於一死。被當作奴隸時，被好心人士收養並教導魔術，在對方死後被丹買下，並在之後恢復自由之身。
被丹的兄弟等人威脅爆料他的過去，害怕布萊德家的人對他產生厭惡和恐懼而選擇背叛丹，在被琉特打倒後得知布萊德夫婦早已知道他的身份，並被布萊德家的所有人原諒，之後為了找出被賣掉的丹而前往其它大陸。
在第九卷再次登場，找出了丹的下落，卻因丹不肯離開而發生戰鬥，但因實力無法匹敵而落敗並失去一隻眼睛。
梅爾世
布萊德伯爵家的女僕長，獸人種倉鼠族少女。胸部平坦，身材苗條但個子很高，一副工作方面相當能幹的樣子。
當琉特還在試用期時，負責指導琉特的人，並教導琉特打開克莉絲心房的正確方法，同時監視琉特，避免他以博取克莉絲同情的方式留在布萊德家。
馬爾柯姆
布萊德伯爵家的主廚，魔人種蜥蜴族男子。話不多。
料理製作能力相當高，因琉特製作的點心相當美味的緣故，而成為贊成琉特留在布萊德家的贊成人員之一。

#### 吸血鬼族宗家
佩肯寧・布萊德
吸血鬼。吸血鬼族宗家的現任當家，拉比諾和丹的大哥。個子高，身形瘦，如同風乾的乾貨。
經常隨便找些理由而向丹發動戰爭，卻老是被擊敗。後來藉著奇奇的背叛而俘虜了丹和榭拉絲，並聽從奇奇的建議，把丹作為奴隸賣去其它大陸。
最後被榭拉絲當著其他吸血鬼的面，公開他們擅自把吸血鬼族的土地抵押給債主而失去其他吸血鬼的信用。
拉比諾・布萊德
吸血鬼。佩肯寧的弟弟，丹的二哥。個子矮小，身材肥胖。
經常隨便找些理由而向丹發動戰爭，卻老是被擊敗。後來藉著奇奇的背叛而俘虜了丹和榭拉絲，並聽從奇奇的建議，把丹作為奴隸賣去其它大陸。
最後被榭拉絲當著其他吸血鬼的面，公開他們擅自把吸血鬼族的土地抵押給債主而失去其他吸血鬼的信用。
札那第・布萊德
吸血鬼。佩肯寧的養子。B+級魔術師。身高2米高，肌肉發達的金髮男子。面貌俊秀，卻散發著自戀狂的氣質。
儘管有著保鏢一樣的身材，卻是個貪生怕死之徒，自稱與佩肯寧一同對抗丹也只是因為家族太窮，沒錢去學校唸書，但佩肯寧替他支付了所有的學費和生活費，因此無法反抗他。
小說第二卷末被琉特擊敗，而練成了能長時間維持自身防禦魔術「鋼鐵皮膚」的絕技，並誓言要向琉特和克莉絲復仇，卻在第三卷時，被克莉絲折磨的相當淒慘而絕望，並成了一個廢人。
謠傳鄰居晚上時常聽到他在對克莉絲求饒的哀嚎。

### 純血高等精靈
弗斯庫・佛勞倫斯
「純血高等精靈」派系的領導，個性高傲自大，認為高等精靈以外的種族都是低等生物，理應臣服高等精靈。
非常討厭琉特等人，而做出僱用前冒險者綁架克莉絲的陰謀，卻因描述不夠具體而導致綁架到露娜，最後因綁架第三公主的罪名而被國王判處100年的刑罰。

### 始原
阿爾特利維斯・亞迦
人族，S級魔術師。始原的團長，傳說是「世界最強的魔術師」。
瑟拉芬
始原的外交官，負責獸人大陸的外交工作。
小說第六卷登場，與琉特談判時，表明希望琉特將「魔術師殺手」的事件主謀和「魔動鎧甲」的殘骸交給他們，但琉特在思索後仍然拒絕讓渡主謀，僅只同意分享「魔動鎧甲」的殘骸。

### 北大陸
托魯歐・諾爾地・波登・史密斯
北大陸最大的都市，諾爾地・波登的現任領主。遭盯上次期領主寶座的歐爾下毒、監禁，但是被PEACEMAKER救出。
歐爾・諾爾地・波登・史密斯
諾爾地・波登領主托魯歐的長子（在Web版是次子）。由於他傲慢的性格讓托魯歐認為不適合擔任次期領主，但他猜疑因為自己沒有魔術師的才能，所以才沒被選上。企圖謀殺父親和亞姆坐上領主的寶座。
亞姆・諾爾地・波登・史密斯
歐爾的弟弟（在Web版是哥哥），諾爾地・波登的下一任領主。曾在妖人大陸的魔術師學校就讀，自稱『光辉灿烂回旋曲的魔术师』，知道白雪有未婚夫後，仍舊追求她。
知道自己作為魔術師比白雪差，畢業後聽從歐爾的建議出發進行「武者修行」……。
最後因自己無法保護白雪而放棄追求白雪。
再次登場時，已和艾絲成婚並育有一女，似乎被艾絲用了特殊的手段讓自己娶艾絲為妻。

#### 白狼族
庫拉
白狼族，白雪的父親，第六卷在北大陸跟白雪再會。
原本侍奉小國凱斯蘭的國王，但是凱斯蘭遭到鄰國枚路提亞攻滅，在庫拉跟妻子婭麗露，以及王妃薩莉的逃亡中，把剛出生的琉特和白雪置於孤兒院前離去。
起初因為琉特是凱斯蘭國王的親生兒子而委婉的希望琉特與白雪離婚，但之後見識了琉特為了白雪而奮不顧身的身影後，便認同了琉特與白雪的婚約，並在琉特的幫助下，成功詐死騙過枚路提亞王國的使者。
婭麗露
白狼族，白雪的母親，第六卷在北大陸跟白雪再會。
起初因為琉特是凱斯蘭國王的親生兒子而委婉的希望琉特與白雪離婚，但之後見識了琉特為了白雪而奮不顧身的身影後，便認同了琉特與白雪的婚約，並在琉特的幫助下，成功詐死騙過枚路提亞王國的使者。
白雪
白狼族，庫拉和婭麗露的女兒。
參照PEACEMAKER軍團。
艾絲
白狼族，亞姆的青梅竹馬。單戀著亞姆。
曾在歐爾通緝白狼族時，對琉特等人提出「讓自己嫁給亞姆，以此保護全白狼族」的主意，卻因亞姆仍不願放棄白雪而失敗。
再次登場時，已和亞姆成婚並育有一女，似乎用了特殊的手段讓亞姆娶自己為妻。
希悠
女性，亞姆與艾絲生下的孩子。繼承了其母親艾絲的白狼族特徵。

### 凱斯蘭王國
以考古和傳統聞名的小國。疑似因為發現隱藏在「六大魔王」和「五族勇者」背後的真相，而被枚路提亞王國消滅。

凱斯蘭國王。庫拉和婭麗露的救命恩人。琉特的生父。左手手背上有著象徵王室血脈的星型黑痣。
最後在與枚路提亞王國的戰爭中戰死。
薩莉・尼祿・凱斯蘭
凱斯蘭王妃。琉特的生母。在凱斯蘭王國滅亡後，和庫拉與婭麗露兩人一同逃亡，途中失散時，把琉特放在艾露老師的孤兒院門口就立刻離開，至今生死不明。
琉特・甘史密斯
本作主角。凱斯蘭王國的亡國王子。
參照PEACEMAKER軍團。
莎娜迪亞・尼祿・凱斯蘭
Noir的首腦。
參照Noir。

### 天神教
信奉天神的宗教團體，自稱能聽到天神的神諭，而把自己團體內的巫女送去嫁給政治家和富豪等人，實際上是藉由這種行為，讓巫女在不知不覺中成為美人計的成員，並使得政治家等人成為教團的後盾，最後因處刑人敗給PEACEMAKER軍團而毀滅。
托帕斯
人族。於天神教位於恩魯魯瑪市的分部擔任祭司，實際上是天神教內部的美人計計畫的少數知情人士之一。
得知內部失竊的文件內容被蔻蔻諾知道後，並未幫蔻蔻諾向天神教高層求情，而是通知天神教高層和處刑人文件送達對象的身份，並協助他們的暗殺工作。
蔻蔻諾
天神教實習巫女。
參照PEACEMAKER軍團。

### 處刑人
頂級暗殺者軍團，因殺害其它軍團或無辜者而被冒險者仲介公會強制解散。
靜音暗殺者
本名不詳。處刑人的團長。擁有抑制魔力流動的能力。A級魔術師。因敗給琉特而打算暗殺琉特卻被克莉絲制止，最後死於琉特手中。

### 枚路提亞王國
藍斯・枚路提亞／前世舊名：田中孝治
枚路提亞王國的下任國王。A+級魔術師。
轉世前因琉特見死不救而在公園上吊自殺身亡。

### 其他
艾露
經營孤兒院的獸人種兔耳老師。是B+級的魔術師。
亞露
冒險者。艾露的雙胞胎妹妹。因欠債而被當作奴隸賣去魔物大陸，目前在一間妓院內任職。
阿依娜
B級魔術師，人族與精靈族的混血兒。是白雪在魔術師學校的朋友。
因為跟學校內大受歡迎的白雪同寢室，所以辛苦了不少。

## 出版書籍

### 小說
| 集數   | 富士見書房     | 富士見書房             | 台灣角川       | 台灣角川               |
| 集數   | 發售日期       | ISBN                   | 發售日期       | ISBN                   |
| ------ | -------------- | ---------------------- | -------------- | ---------------------- |
| 1      | 2014年10月18日 | ISBN 978-4-04-070361-9 | 2015年10月21日 | ISBN 978-986-366-744-5 |
| 2      | 2014年12月20日 | ISBN 978-4-04-070362-6 | 2016年2月3日   | ISBN 978-986-366-935-7 |
| 3      | 2015年4月18日  | ISBN 978-4-04-070552-1 | 2016年6月16日  | ISBN 978-986-473-132-9 |
| 4      | 2015年8月20日  | ISBN 978-4-04-070553-8 | 2016年9月26日  | ISBN 978-986-473-282-1 |
| 5      | 2015年12月19日 | ISBN 978-4-04-070770-9 | 2016年12月15日 | ISBN 978-986-473-424-5 |
| 6      | 2016年2月20日  | ISBN 978-4-04-070771-6 | 2017年4月26日  | ISBN 978-986-473-604-1 |
| 7      | 2016年4月20日  | ISBN 978-4-04-070862-1 | 2017年8月21日  | ISBN 978-986-473-838-0 |
| 8      | 2016年8月20日  | ISBN 978-4-04-070863-8 | 2018年3月19日  | ISBN 978-957-564-083-5 |
| 9      | 2016年12月20日 | ISBN 978-4-04-070864-5 | 2018年3月19日  | ISBN 978-957-564-084-2 |
| 10     | 2017年4月20日  | ISBN 978-4-04-072262-7 | 2018年10月15日 | ISBN 978-957-564-474-1 |
| 11     | 2017年8月19日  | ISBN 978-4-04-072263-4 | 2018年10月15日 | ISBN 978-957-564-475-8 |
| 12(完) | 2017年12月20日 | ISBN 978-4-04-072264-1 | 2019年2月27日  | ISBN 978-957-564-747-6 |

### 漫畫
| 集數 | 富士見書房     | 富士見書房             |
| 集數 | 發售日期       | ISBN                   |
| ---- | -------------- | ---------------------- |
| 1    | 2016年2月20日  | ISBN 978-4-04-070802-7 |
| 2    | 2016年8月20日  | ISBN 978-4-04-070992-5 |
| 3    | 2016年12月20日 | ISBN 978-4-04-072115-6 |
| 4    | 2017年7月7日   | ISBN 978-4-04-072349-5 |
| 5    | 2017年12月20日 | ISBN 978-4-04-072528-4 |
| 6    | 2018年7月9日   | ISBN 978-4-04-072782-0 |
| 7    | 2019年1月9日   | ISBN 978-4-04-073007-3 |
| 8    | 2019年6月8日   | ISBN 978-4-04-073207-7 |

## 外部連結
- 軍オタが魔法世界に転生したら、現代兵器で軍隊ハーレムを作っちゃいました！？ - Web版小說（日語）
- 軍オタが魔法世界に転生したら、現代兵器で軍隊ハーレムを作っちゃいました！？ （页面存档备份，存于） - 紙本小說（富士見書房）（日語）
- 軍オタが魔法世界に転生したら、現代兵器で軍隊ハーレムを作っちゃいました！？ （页面存档备份，存于） - 漫畫版（最新話無料）（日語）